# Quirla
Quirla là một đô thị thuộc huyện Saale-Holzland, trong bang Thüringen, Đức. Đô thị Quirla có diện tích 4,13 km².